# Frederick Bligh Bond
Frederick Bligh Bond (ur. 30 czerwca 1864 w Marlborough w hrabstwie Wiltshire, zm. 8 marca 1945 w Dolgellau) – brytyjski architekt, parapsycholog i archeolog amator.
Jego stryjecznym dziadkiem był William Bligh, dowódca HMS Bounty.

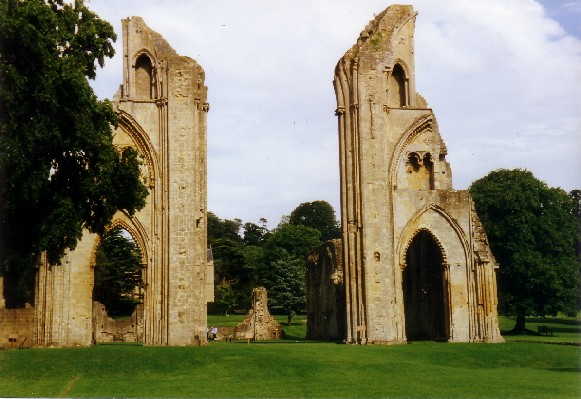
Ruiny opactwa Glastonbury

Zatrudniony przez Kościół Anglii jako specjalista od architektury starożytnej i średniowiecznej, rozpoczął w 1909 roku prace wykopaliskowe na terenie dawnego opactwa Glastonbury. W ciągu kilku lat pracy terenowej odsłonił i zabezpieczył wczesnośredniowieczne ruiny klasztoru. Bond utrzymywał, iż swoich odkryć dokonał dzięki kontaktom mediumicznym z duchami dawnych mnichów i murarzy. Jak wskazują krytycy, w rzeczywistości wystarczyły mu wiedza o architekturze średniowiecznej i dawne ryciny klasztoru, bez udziału żadnych czynników nadprzyrodzonych. W 1918 roku opublikował książkę Gate to Remembrance: A Psychological Study, w której wyłożył swoje teorie o parapsychologicznym podłożu odkryć w Glastonbury. Publikacja wywołała konflikt Bonda ze środowiskami kościelnymi, które zarzuciły mu propagowanie spirytyzmu. Ostatecznie w 1922 roku został zwolniony z posady kierownika wykopalisk.
Na początku lat 20. był redaktorem czasopisma Psychic Science. W latach 1927–1935 mieszkał w Stanach Zjednoczonych. W trakcie pobytu w USA wstąpił do Kościoła starokatolickiego. W 1932 roku został wyświęcony na księdza, a w 1933 roku otrzymał święcenia biskupie z rąk Williama Henry’ego Francisa Brothersa. Do końca życia zajmował się propagowaniem mediumizmu oraz pisma automatycznego.